# 埃斯图尔梅勒
埃斯图尔梅勒（法語：Estourmel，法語發音：[ɛstuʁmɛl]）是法国上法蘭西大區北部省的一个市镇，属于康布雷区。

## 地理
埃斯图尔梅勒（50°8'57"N, 3°19'18"E）面积5.45 平方千米，位于法国上法蘭西大區北部省，该省份为法国最北部的省份及最长的省份，西北濒北海，西接加来海峡省，南至埃纳省和索姆省，东与比利时接壤。
与埃斯图尔梅勒接壤的市镇（或旧市镇、城区）包括：卡尼耶尔、旺拜、阿万、卡特尼耶尔、科鲁瓦尔。
埃斯图尔梅勒的时区为UTC+01:00、UTC+02:00（夏令时）。

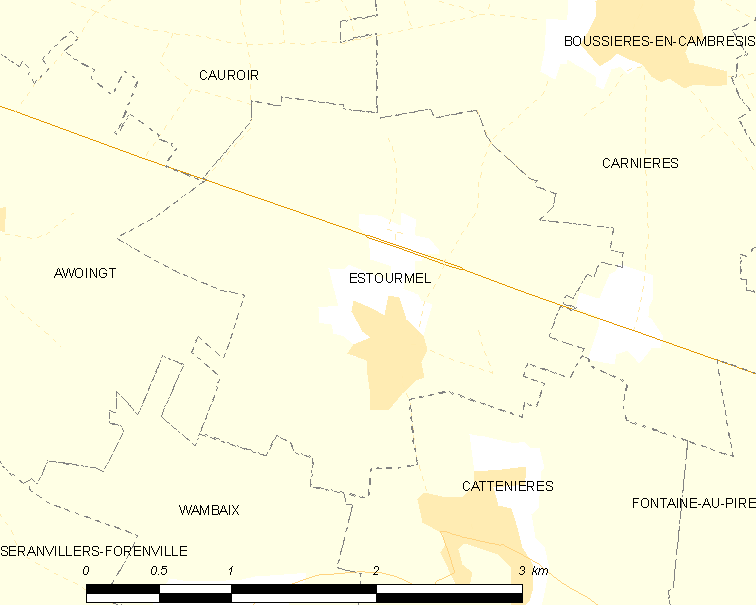
埃斯图尔梅勒的OSM定位图

## 行政
埃斯图尔梅勒的邮政编码为59400，INSEE市镇编码为59213。

## 政治
埃斯图尔梅勒所属的省级选区为科德里县。

## 人口

1962-2008年间埃斯图尔梅勒人口变化图示

埃斯图尔梅勒于2022年1月1日时的人口数量为470人。